# Condizione di Courant-Friedrichs-Lewy
In fluidodinamica numerica, la condizione di Courant-Friedrichs-Lewy, spesso abbreviata con CFL ed il cui nome è dovuto a Richard Courant, Kurt Friedrichs e Hans Lewy, è una condizione necessaria per la convergenza numerica della soluzione di alcune equazioni alle derivate parziali (di solito, equazioni di tipo iperbolico) ricavata nel 1928.
Questa condizione è sfruttata nell'impiego di schemi numerici espliciti temporali. Come conseguenza, il passo temporale deve essere più piccolo di un certo intervallo di tempo, altrimenti la simulazione produrrà risultati ampiamente scorretti. Per esempio, se un'onda attraversa una griglia di calcolo discreta, allora l'intervallo temporale deve essere più piccolo del tempo necessario all'onda per attraversare due punti adiacenti della griglia. Come corollario, se la distanza tra due punti adiacenti della griglia viene ridotta, il limite superiore dell'intervallo temporale sarà anch'esso diminuito. In sostanza, il dominio numerico (o discreto) di dipendenza deve includere il dominio analitico (o continuo) di dipendenza per poter assicurare che lo schema possa trovare l'informazione necessaria per creare la soluzione.

## Descrizione
La condizione CFL è comunemente imposta per quei termini delle equazioni alle derivate parziali che rappresentano la convezione (o meglio, per i termini advettivi, relativi, cioè, ai moti orizzontali o prevalentemente orizzontali). Per un caso unidimensionale la condizione CFL è scritta come:
{\displaystyle C={\frac {u\cdot \Delta \,t}{\Delta \,x}}<C_{max}}
dove {\displaystyle u} rappresenta la velocità di flusso, {\displaystyle \Delta \,t} è l'intervallo temporale e {\displaystyle \Delta \,x} è l'intervallo spaziale. La costante {\displaystyle C_{max}} dipende dalla tipologia di equazione che deve essere risolta e dal tipo di schema numerico utilizzato per la soluzione (esplicito o implicito). Se si utilizza uno schema esplicito allora  {\displaystyle C_{max}}è dell'ordine di 1. Gli schemi impliciti invece sono meno sensibili alle instabilità numeriche, dunque sono tollerati valori di {\displaystyle C_{max}}più elevati.
Il numero adimensionale {\displaystyle C} è chiamato numero di Courant. 
In un caso bidimensionale la condizione CFL può scriversi come:
{\displaystyle C={\frac {u_{x}\cdot \Delta \,t}{\Delta \,x}}+{\frac {u_{y}\cdot \Delta \,t}{\Delta \,y}}<C_{max}}
Nel caso {\displaystyle n}-dimensionale si ha:
{\displaystyle C=\Delta t\sum _{i=1}^{n}{\frac {u_{x_{i}}}{\Delta x_{i}}}\leq C_{max}}
La condizione CFL può diventare un grosso limite per il passo temporale {\displaystyle \Delta \,t} a causa del fatto che per certe equazioni alle derivate parziali del quarto ordine non lineari può diventare nella forma:
{\displaystyle C={\frac {\Delta t}{\Delta x^{4}}}<C_{max}}
e per questo motivo ci si sforza, in questi casi, di evitare questa condizione usando metodi numerici impliciti.